# 시도 (옹진군)
| Daedongyeojido (Gyujanggak) 13-05.jpg |  |
|                                       |  |

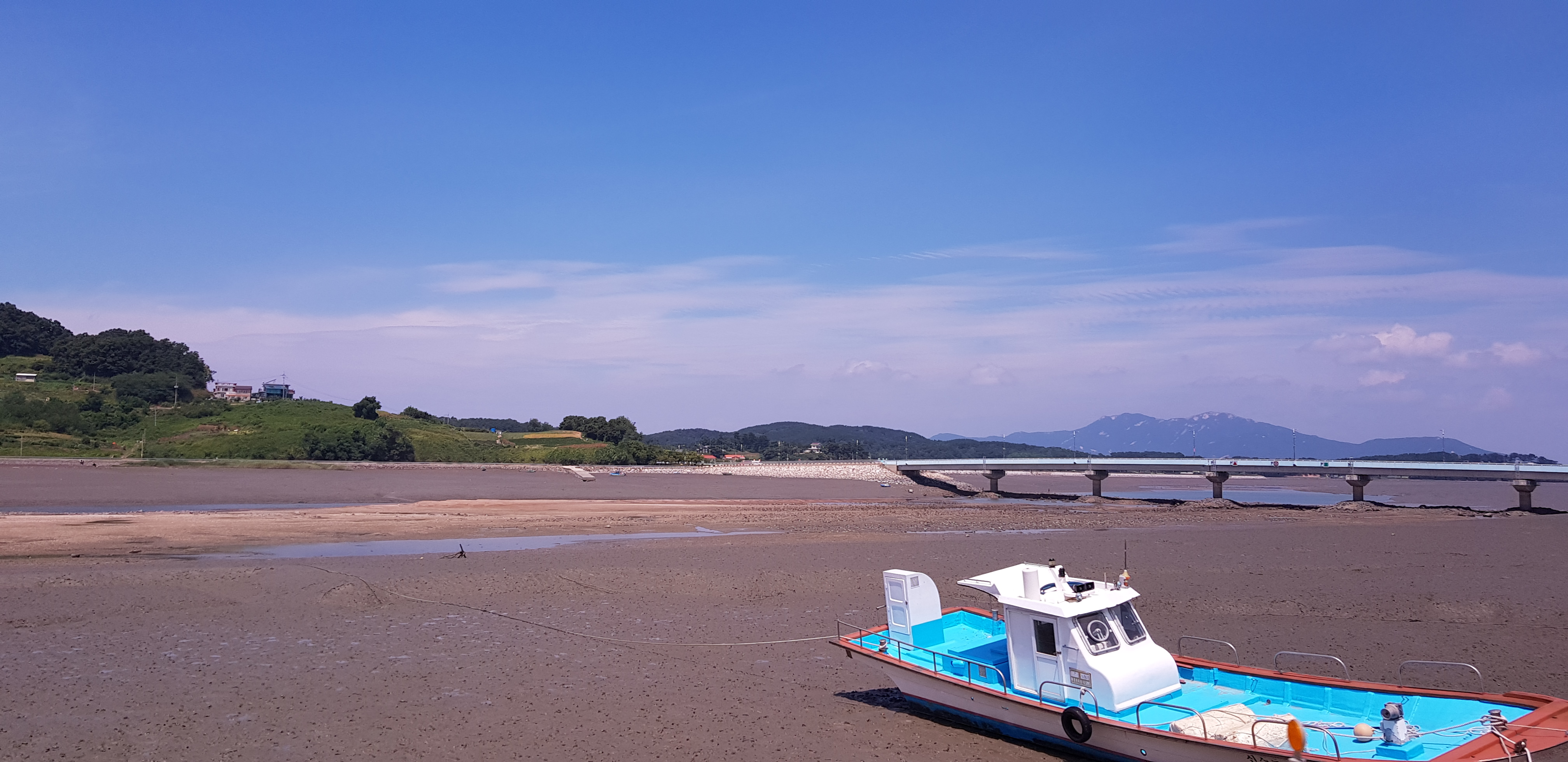
시도. 오른쪽은 강화도이다.

100년의 역사가 넘는 시도감리교회

시도(矢島)는 인천광역시 옹진군 북도면에 있는 섬이다. 이곳에는 감리교회가 초기에 들어와서 현재 여러 지역에 있으며, 교회에 다니는 인구도 많다. 모도, 신도와 함께 노랑부리백로와 괭이갈매기 등 희귀조류의 서식지로도 알려져 있다. 
지명의 유래는 한자 矢(화살 시)에서 따왔으며 고려왕조 말기 고려 장수였던 최영과 조선 태조가 군대를 이끌면서 이 섬에서 활쏘기 연습을 했다는데서 살섬이라고도 불린다.

## 같이 보기
- 신도
- 모도